# جدوارد
جان و ادوارد گریمز با نام دیگر جدوارد گروه ۲ نفرهٔ ایرلندی است. نماد این دوقلو‌های همسان، مدل موهای بلند و زرد آنهاست.
جدوارد در مسابقه اکس فکتور ۲۰۰۹ موفق به کسب رتبه ششم شد.
جدوارد همچنین برنامه تلویزیونی ویزه خود را دارد، در تبلیغات تلویزیونی شرکت می‌کند و به عنوان مدل در مجله‌هایی مانند Esquire کار میکند.

## یوروویژن
جان و ادوارد توانستند برنده ی مسابقه انتخاباتی ایرلند برای شرکت در یوروویژن ۲۰۱۱ شوند و بعد از گذشت از سمی فاینال موفق به کسب رتبه ی هشتم شدند که بعد از سال‌ها رتبه ی بد موفقیت بزرگی برای ایرلند بود.

آنها بعد اعلام کردند که به صورت خصوصی نماینده ی ایرلند در سال بعد می‌شوند اما خبر توسط شبکه ایرلند رد شد ولی در هر صورت بعد از برگزاری مسابقه‌ای با حضور در کل ۵ خواننده مشهور جدوارد دوباره برنده شد.نام ترانه آن‌ها برای یوروویژن ۲۰۱۱ (به انگلیسی: Lipstick) و برای سال ۲۰۱۲ (به انگلیسی: Waterline) بوده که در فاینال به رتبه ۱۹ رسید.

## دیسکوگرافی

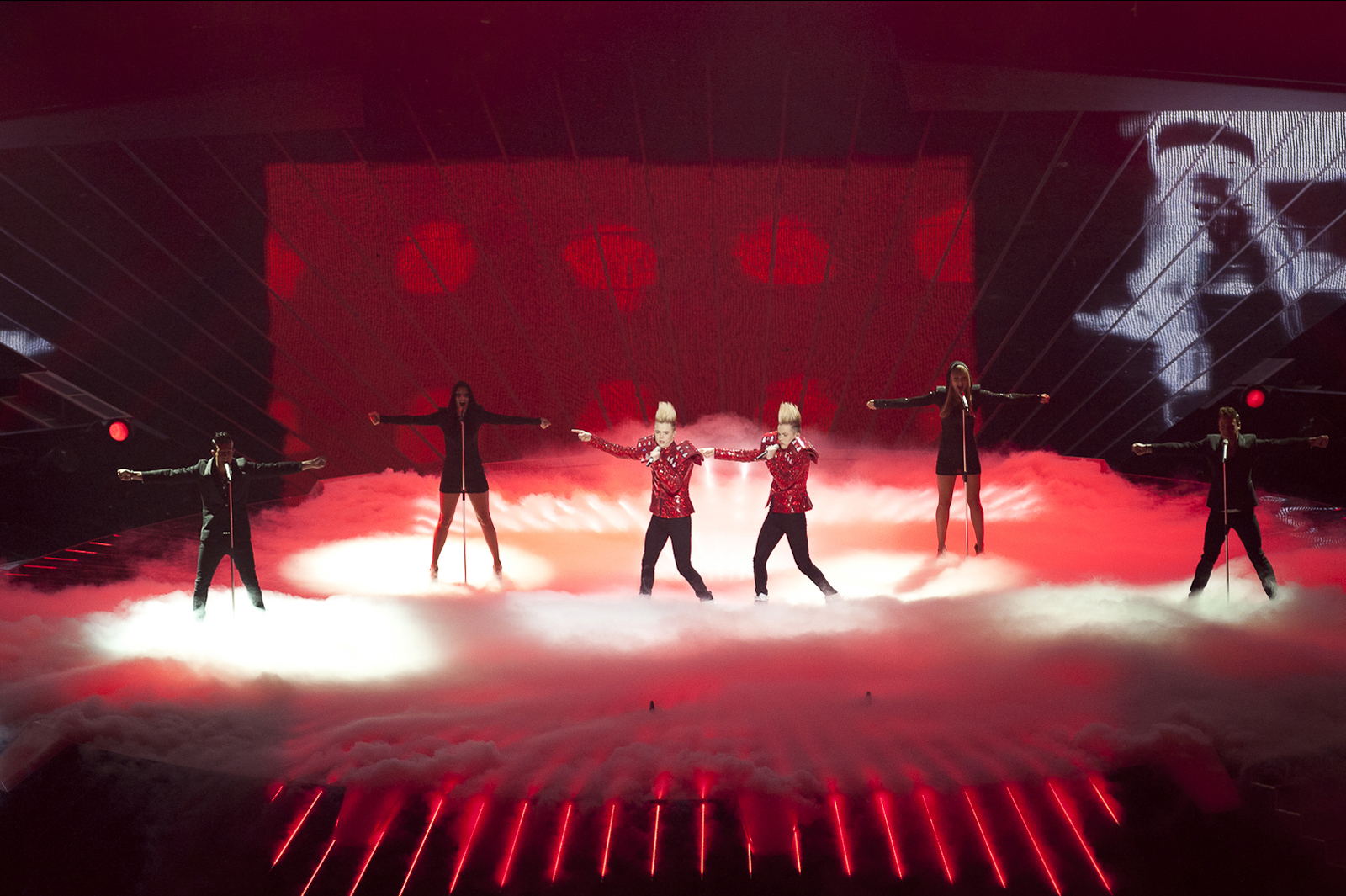
جدوارد در حال اجرا در یوروویژن ۲۰۱۱.

جداورد ۳ آلبوم به نام‌های Planet Jedward ، Planet Jedward European version و Victory دارند. لیست تک آهنگ‌های جداورد عبارتند از:
- ۲۰۰۹ You Are Not Alone (جدوارد با فاینالیست‌های اکس فکتور ۲۰۰۹)
- ۲۰۱۰ Under Pressure (Ice Ice Baby)
- ۲۰۱۰ All the Small Things
- ۲۰۱۱ Lipstick
- ۲۰۱۱ Bad Behaviour
- ۲۰۱۱ Wow Oh Wow
- ۲۰۱۲ Waterline
- ۲۰۱۲ Put Your Green Cape On